# Rohkunborri Nemzeti Park
A Rohkunborri Nemzeti Park Norvégia északi Troms megyéjében, Bardu község területén, a Skandináv-hegységben. Létrehozásának egyik fő célja az volt, hogy a Sørdalen kanyont és az itt előforduló sarki róka állományát védelem alá helyezzék.  A nemzeti parkon áthalad a Nordkalottruta nevű nemzetközi túraútvonal.

## Elhelyezkedés
Rohkunborri a svéd határ mentén helyezkedik el és délen, a svéd oldalon a Vadvetjåkka Nemzeti Parkban folytatódik. Mindössze 10 kilométerre van délre az Øvre Dividal Nemzeti Parktól. Magába foglalja Sørdalen kanyon-völgyét, Geavdnjajávri nagy tavát és a névadó Rohkunborri hegyet.  Az Altevatnet és Leinavatn tavak a nemzeti park északi határát alkotják.

## Flóra és fauna
A növényzet az alacsonyabban fekvő részeken lombhullató sarki erdő, magasabban alpesi tundra. A rododendron egyik faja (Rhododendron lapponicum) is megtalálható itt. 
A ragadozó emlősök közül előfordul a barna medve, a rozsomák, az eurázsiai hiúz és a sarki róka, valamint a hóbagoly, északi sólyom és természetesen a lappok által félvadon tartott rénszarvas. A tavakban él a sarkvidéki szemling (Salvelinus alpinus) nevű hidegvíz-kedvelő lazacféleség.

## Kapcsolódó szócikkek

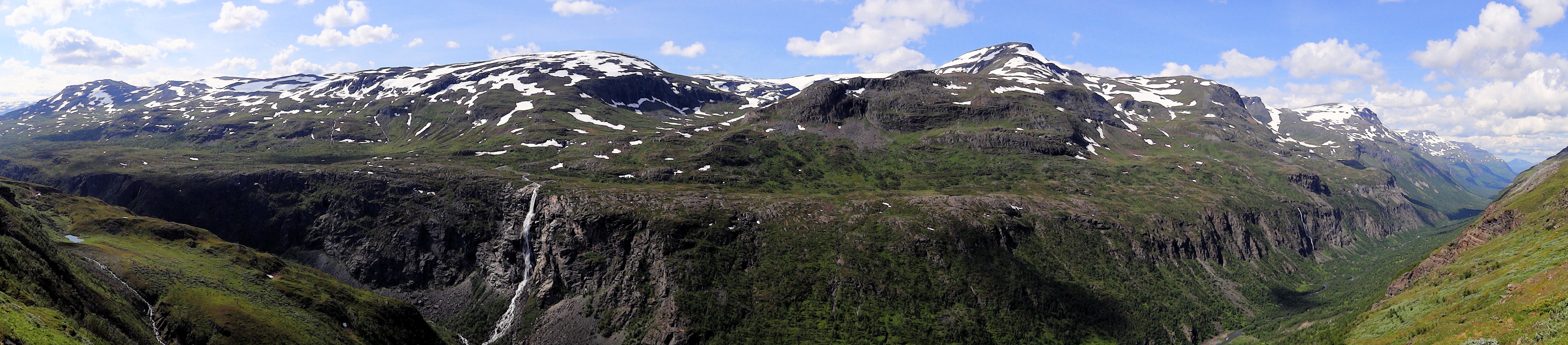
Panoráma a Sørdalen nagy részéről, keletről nyugat felé nézve